# Alaskaperla
Alaskaperla is een geslacht van steenvliegen uit de familie groene steenvliegen (Chloroperlidae). De wetenschappelijke naam van het geslacht is voor het eerst geldig gepubliceerd in 1991 door Stewart & DeWalt.

## Soorten
Alaskaperla omvat de volgende soorten:
- Alaskaperla longidentata (Raušer, 1968)
- Alaskaperla ovibovis (Ricker, 1965)